# 契卡洛韋 (亞歷山德里夫卡市鎮)
46°32′58″N 35°38′35″E / 46.54944°N 35.64306°E
契卡洛韦（烏克蘭語：Чкалове），是位於烏克蘭東南部的村莊，由扎波羅熱州梅利托波爾區的亞歷山德里夫卡市鎮負責管轄。該村始建於1883年，面積2.27平方公里，海拔高度15米，2001年人口955，人口密度每平方公里421.1人。
2024年9月19日，乌克兰最高拉达将此村的名字改为斯维亚托特罗伊茨凯（烏克蘭語：Святотроїцьке）。